# Borut Kraševec
Borut Kraševec, slovenski prevajalec in pisatelj; *13. julija 1973, Ljubljana.
Borut Kraševec je študiral primerjalno književnost in ruščino, vendar študija ni dokončal. Poklicno se s prevajanjem ukvarja od leta 1999; med drugim je prevajal ruske klasike Čehova, Dostojevskega, Gogolja, Tolstoja, Gazdanova pa tudi sodobne avtorje (Pelevina, Makanina, Stepnovo, Čhartišvilija, Prilepina, Otrošenka), filozofijo (Šestova, Florenskega, S. Bulgakova), dramatiko (Ostrovskega, Čehova, Gogolja, Bulgakova, Harmsa, Arbuzova, Gorina) literarno teorijo (Bahtina, Lotmana, Meletinskega, B. Uspenskega) in literarno zgodovino (L. Saraskino in S. Volkova).
Leta 2004 je za prevod romana Čapajev in Praznota Viktorja Pelevina prejel nagrado za najboljšega mladega prevajalca, leta 2014 pa je za prevod romana Sveta knjiga volkodlaka Viktorja Pelevina prejel najvišje stanovsko prevajalsko priznanje, Sovretovo nagrado.
Po svojem 40. letu starosti je začel tudi pisati. Za svoj knjižni prvenec, roman Agni, je leta 2020 prejel nagrado Slovenskega knjižnega sejma za najboljši prvenec ter leta 2021 nagrado kresnik za najboljši roman leta.

## Zasebno življenje
Živi v Loški dolini. Je poročen in ima tri otroke.